# Cetema maroccana
Cetema maroccana är en tvåvingeart som beskrevs av Nartshuk 1995. Cetema maroccana ingår i släktet Cetema och familjen fritflugor.
Artens utbredningsområde är Marocko. Inga underarter finns listade i Catalogue of Life.